# Mollivirus sibericum
Mollivirus sibericum és un virus gegant descobert l'any 2015 per l'equip de Chantal Abergel i Jean-Michel Claverie, del laboratori d'Informació genòmica i estructural del Centre Nacional de la Recerca Científica francès (CNRS) i de la Universitat Aix-Marsella. Es va descobrir en el permagel siberià, on el mateix equip ja havia descobert l'any anterior el virus gegant Pithovirus sibericum. Mollivirus sibericum mesura de 500 a 600 nanòmetres de diàmetre i té uns 650.000 parells de bases que codifiquen mig miler de proteïnes.